# Destricted
Destricted è un film a episodi del 2006, diretto da vari registi, che esplora l'area in cui arte e pornografia si intrecciano.

## Trama
Nel film ci sono 7 episodi ognuno diretto da un regista diverso:
- In Impaled (regia Larry Clark), un giovane ragazzo insicuro partecipa ad un provino per un film pornografico.
- In Balkan Erotic Epic (regia Marina Abramović), sono raccontati miti dei Balcani circa gli organi sessuali.
- In House Call (regia Richard Prince), vengono mostrate scene vintage di sesso ricontestualizzate.
- In Sync (regia Marco Brambilla), vengono mostrate diverse scene provenienti da diversi film pornografici in un montaggio molto veloce.
- In Hoist (regia Matthew Barney), c'è una sovrapposizione metaforica tra sesso e macchine industriali.
- In Death Valley (regia Sam Taylor-Wood), un uomo si masturba nella Death Valley.
- In We Fuck Alone (regia Gaspar Noé), un uomo e una donna si masturbano in stanze differenti con lo stesso film porno.